# Емберг (Вісконсин)
Емберг (англ. Amberg) — місто (англ. town) в США, в окрузі Марінетт штату Вісконсин. Населення — 693 особи (2020).

## Демографія
Згідно з переписом 2010 року, у місті мешкало 726 осіб у 362 домогосподарствах у складі 205 родин. Було 1051 помешкання
Расовий склад населення:
| - 96,7 % — білих - 1,5 % — корінних американців - 0,3 % — чорних або афроамериканців - 0,3 % — азіатів - 1,0 % — осіб інших рас |

До двох чи більше рас належало 0,3 %. Частка іспаномовних становила 1,5 % від усіх жителів.
За віковим діапазоном населення розподілялося таким чином: 15,0 % — особи молодші 18 років, 57,6 % — особи у віці 18—64 років, 27,4 % — особи у віці 65 років та старші. Медіана віку мешканця становила 52,7 року. На 100 осіб жіночої статі у місті припадало 108,6 чоловіків;  на 100 жінок у віці від 18 років та старших — 109,2 чоловіків також старших 18 років.
Середній дохід на одне домашнє господарство  становив 43 535 доларів США (медіана — 34 643), а середній дохід на одну сім'ю — 59 325 доларів (медіана — 55 114). Медіана доходів становила 48 125 доларів для чоловіків та 39 250 доларів для жінок. За межею бідності перебувало 17,8 % осіб, у тому числі 37,5 % дітей у віці до 18 років та 8,1 % осіб у віці 65 років та старших.
Цивільне працевлаштоване населення становило 237 осіб. Основні галузі зайнятості: виробництво — 16,5 %, будівництво — 12,7 %, сільське господарство, лісництво, риболовля — 12,2 %.